# Josies de Waldeck-Pyrmont
Josies, Príncep Hereu de Waldeck i Pyrmont (alemany: Josias Georg Wilhelm Adolf Erbprinz zu Waldeck und Pyrmont; 13 de maig de 1896 - 30 de novembre de 1967) va ser l'hereu al tron del Principat de Waldeck-Pyrmont i un general de les SS. Des de 1946 fins a la seva mort, va ser el cap de la Casa Principesca de Waldeck-Pyrmont. Després de la Segona Guerra Mundial, va ser sentenciat a cadena perpètua de presó en el procés principal de Buchenwald (després commutada a 20 anys) per la seva participació en el "pla comú" de violacions de les lleis de guerra en connexió amb els presoners de guerra retinguts en el camp de concentració de Buchenwald, però va ser alliberat després de tres anys a la presó per raons de salut.

## Primers anys
Va néixer a  Arolsen al castell de la família regnant, el més gran dels fills i hereu del Príncep Frederic de Waldeck i Pyrmont i la seva consort la Princesa Batilde de Schaumburg-Lippe. Era nebot de Guillem II, rei de Württemberg, i Emma de Waldeck-Pyrmont, reina regent dels Països Baixos. També era cosí de Guillermina, reina dels Països Baixos, i Carles Eduard, duc de Saxònia-Coburg Gotha. Es va allistar a l'Exèrcit Alemany com a cadet i va lluitar en la Primera Guerra Mundial, on va patir greus ferides. Al final de la guerra, la seva família va perdre el seu Principat, mentre que Waldeck-Pyrmont es va convertir en Estat Lliure en la nova República de Weimar.

## SS i servei al govern
Després de la guerra, Josies va estudiar agricultura. L'1 de novembre de 1929, es va unir al Partit Nazi d'Adolf Hitler, i es va convertint en membre de les SS el 2 de març de 1930. Va ser immediatament seleccionat com a ajudant de Sepp Dietrich (un dels líders de les SS), abans de convertir-se en ajudant i cap de personal de Heinrich Himmler al setembre de 1930.
Josies va ser triat com a membre del Reichstag per Düsseldorf - Oest en 1933 i va ser promocionat al rang de Tinent General de les SS. Va ser promocionat de nou en 1939 com a Cap / Comandant de la Policia i de les SS a Weimar. En aquesta posició tenia autoritat supervisora sobre el camp de concentració de Buchenwald. Buchenwald va cridar l'atenció de Waldeck per primera vegada el 1941. Fent un cop d'ull sobre la llista de morts del camp, havia ensopegat amb el nom del Dr. Walter Krämer, un cap d'hospital a Buchenwald. El va reconèixer perquè el Dr. Krämer l'havia tractat amb èxit en el passat. El Príncep va investigar el cas i va descobrir que Karl Otto Koch, el Comandant del Camp, havia ordenat la mort de Krämer i Karl Peixof (un assistent de l'hospital) com a "presoners polítics" perquè l'havien tractat de sífilis, un fet que Koch volia mantenir en secret. Josies també va rebre informes segons els quals un cert presoner havia estat disparat mentre intentava escapar. En aquella època, Koch havia estat transferit al camp de concentració de Majdanek a Polònia, però la seva esposa, Ilse, encara vivia a la casa del Comandant del Camp a Buchenwald. Josies va ordenar una investigació a gran escala del camp per part de Dr. Georg Konrad Morgen, un oficial de les SS qui era jutge en un tribunal alemany. A través de la investigació, van ser revelades més ordres de Koch de donar mort a presoners del camp, així com evidències de malversació de propietats robades als presoners. També va ser descobert que el presoner a qui havien "disparat mentre intentava escapar" va ser requerit d'anar a buscar aigua d'un pou a certa distància del camp, quan va ser disparat per l'esquena; aquest també havia ajudat a tractar la malaltia de sífilis de Koch. Es van presentar càrrecs contra Koch per incitació a l'assassinat per part del príncep Josies i el Dr. Morgen, al que més tard es va afegir el de malversació. Altres oficials del camp també van ser imputats, incloent Ilse Koch. El judici va resultar en una condemna a mort per al Comandant del camp, que va ser executat per un escamot d'afusellament el 5 abril 1945.Morgen estava convençut de la culpabilitat d'Ilse Koch en crims especialment sàdics, però els càrrecs contra ella no es van poder provar; va ser detinguda per les autoritats alemanys fins a principis de 1945.
Adolf Hitler va triar Josies com a membre de l'Ordnungspolizei (policia uniformada) a l'abril de 1941 i, un any més tard, va ser triat com a Alt Comissionat de Policia a la França Ocupada. Una de les seves primeres actuacions va ser la d'ordenar que ostatges francesos fossin situats en trens de transport de tropes alemanyes per evitar els actes de sabotatge per part de la Resistència francesa. Fou ascendit a general de les Waffen-SS al juliol de 1944.

## Arrest i últims dies

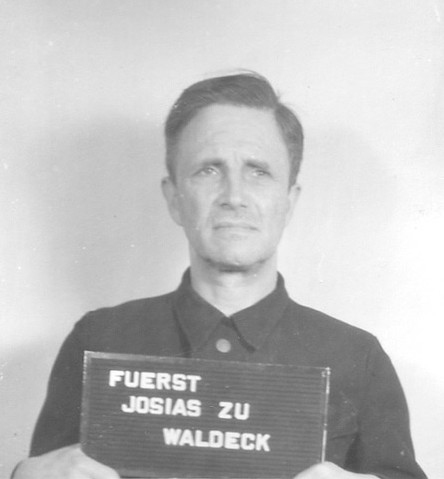
Fitxa policial de Josies.

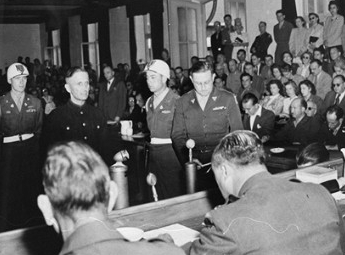
Josies durant el procés principal de Buchenwald.

Josies va ser arrestat el 13 d'abril de 1945, i sentenciat a cadena perpètua per un tribunal americà a Dachau durant el procés principal de Buchenwald el 14 d'agost de 1947. El primer dels dos càrrecs pel qual va ser condemnat al·legava que ell era personalment responsable dels crims a Buchenwald, ja que el camp estava situat dins de la seva jurisdicció, no sense considerar que mai va tenir el comandament directe d'aquest. El segon càrrec va ser el fet que ordenés l'execució del Comandant del Camp de Buchenwald, Standartenführer Karl Otto Koch, després que es va descobrir que Koch havia deshonrat les SS i a si mateix. El Governador Militar d'Alemanya a la zona americana, general Lucius D. Clay, va ordenar que les sentències del procés de Buchenwald fossin reexaminades a partir d'informes més extensos i, el 8 de juny de 1948, van ser confirmades quinze penes de mort i commutades set més. La majoria de les penes de presó també van ser commutades, incloent la de Josies (de pena de mort a vint anys). Fou confinat a Landsberg am Lech, on va complir només tres anys de presó de la seva sentència abans de ser alliberat al desembre de 1950 per raons de salut.Li va ser concedida una amnistia pel ministre president de Hessen al juliol de 1953, la qual cosa va comportar una significativa reducció de la multa imposada sobre ell.

## Cap de la Casa de Waldeck i Pyrmont

Escut d'Armes de la Casa Principesca de Waldeck i Pyrmont.

Josies es va convertir en cap de la Casa de Waldeck-Pyrmont a la mort del seu pare, el 26 de maig de 1946, mentre estava sota arrest. Va morir a la seva finca, Schloss Schaumburg, el 1967, i va ser succeït com a cap de la casa pel seu únic fill home el príncep Wittekind.

## Família
El príncipes Josises de Waldeck-Pyrmont es va casar amb la duquessa Altburg d'Oldenburg (1903-2001), filla de l'ex Gran Duc d'Oldenburg, Frederic August II, el 25 d'agost 1922 a Rastede. Van tenir cinc fills:
- Princesa Margarida de Waldeck i Pyrmont (22 de maig de 1923 - 21 agost 2003); casada (1952) i div. (1979) amb el Comte Franz August zu Erbach-Erbach (n. 1925)
- Princesa Alexandra de Waldeck i Pyrmont (25 setembre 1924 - 4 de setembre de 2009); casada (1949) amb el príncep Botho de Bentheim und Steinfurt (1924-2001)
- Princesa Ingrid de Waldeck i Pyrmont (n. 2 setembre 1931)
- Príncep Wittekind de Waldeck i Pyrmont (n. 9 març 1936); casat (1988) amb la Comtessa Cecília de Goëss-Saurau (n. 1956)
- Princesa Guda de Waldeck i Pyrmont (n. 22 agost 1939); casada (1958) i div. (1972) amb el príncep Frederic Guillem de Wied (1931-2001); casada per segona vegada (1968) amb Horst Dierkes (n. 1939)

## Títols, estils, honors, i armes

### Títols i estils
- 13 maig 1896 - 26 maig 1946:  La seva Altesa Sereníssima  Josies, Príncep Hereu de Waldeck i Pyrmont
- 26 maig 1946 - 30 novembre 1967:  La seva Altesa Sereníssima  el Príncep de Waldeck i Pyrmont

### Sumari de la seva carrera en les SS

#### Dates del rang
- SS-Sturmbannführer: 6 abril 1930
- SS-Standartenführer: 11 maig 1930
- SS-Oberführer: 15 setembre 1931
- SS-Gruppenführer: 15 març 1932
- SS-Obergruppenführer: 30 gener 1936
- General der  Polizei: 8 abril 1941
- General der Waffen-SS: 1 juliol 1944

#### Condecoracions notables
- Creu de Ferro de 1914 de Segona (?) i Primera (?) Classes
- Creu al Mèrit de Guerra de Segona (1939) i Primera (1939) Classes amb Espases
- Insígnia de l'Assalt d'Infanteria (?)
- Creu Alemanya en or (?)
- Medalla al Llarg Servei de la NSDAP en plata (?)
- Medalla al Llarg Servei en les SS en 4 (?), 8 (?), I 12 (?) Anys
- Anell d'honor de les SS (?)
- Espasa d'Honor Reichsführers-SS (?)
- Daga d'Honor de les SS (1936)
- Espasa de la I Guerra Mundial del Erbprinz Josias Waldeck von Pyrmont (?)
- Fermall de la Creu de Ferro de Segona (1939) i Primera (1939) Classes
- Medalla del ferit de la I Guerra Mundial en negre (1918)
- Insígnia d'Or del NSDAP (30 de gener de 1939)
- Creu d'Honor 1914-1918 (1934)
- Medalla de Guerra (Imperi Otomà) (també anomenada "Estrella de Gallipoli") (?)